# Ligne de Lannemezan à Arreau - Cadéac
La ligne de Lannemezan à Arreau - Cadéac est une ligne ferroviaire, incluse totalement dans le département des Hautes-Pyrénées, embranchée sur la ligne de Toulouse à Bayonne. Elle permet une pénétration dans le massif des Pyrénées depuis la ville de Lannemezan jusqu'au village d'Arreau situé à la jonction des vallées d'Aure et du Louron. Elle est mise en service en 1897 par la Compagnie des chemins de fer du Midi et du Canal latéral à la Garonne, le service des voyageurs est fermé en 1969 par la Société nationale des chemins de fer français (SNCF).
Elle constitue la ligne no 667 000 du réseau ferré national.

## Histoire
Une ligne de « Lannemezan à Arreau (Hautes-Pyrénées) » est classée dans le réseau de chemin de fer d'intérêt général sous le no 172 par une loi le 17 juillet 1879 (plan Freycinet),.
Le chemin de fer de Lannemezan à Arreau est déclaré d'utilité publique par la loi no 12181 du 5 août 1882, qui est promulguée au journal officiel le 10 août 1882. L'État, par l'intermédiaire de son « ministre des travaux publics est autorisé à entreprendre les travaux d'infrastructure et de superstructure ». Le Conseil général des Hautes-Pyrénées, s'est engagé à apporter son concours par une subvention représentant le cinquième de la valeur des terrains à acquérir (délibération du 24 août 1881).
La ligne est concédée à la Compagnie des chemins de fer du Midi et du Canal latéral à la Garonne par une convention signée le 9 juin 1883 entre le ministre des Travaux publics et la compagnie. Cette convention est approuvée par une loi le 20 novembre suivant,. L'État prend en charge les infrastructures : notamment le terrassement du tracé, la construction des ouvrages d'art et des maisons des gardes barrières aux passages à niveau, qu'il réalise entre 1889 et 1895, année où il livre la ligne. La Compagnie du Midi a accepté de réaliser les superstructures : notamment le ballastage, la pose des rails et des appareils de voies, la construction des bâtiments des stations et gares, elle termine ces travaux en 1897.
La Compagnie met en service l'intégralité de la ligne, à voie unique, le 1er août 1897.
Un prolongement d'Arreau à Saint-Lary est concédé à la Compagnie des chemins de fer du Midi et du Canal latéral à la Garonne par une convention signée le 4 juillet 1908 entre le ministre des Travaux publics et la Compagnie. Cette convention est approuvée et la ligne est déclarée d'utilité publique par une loi le 17 juillet suivant. Ce prolongement, jamais mis en service, est finalement déclassé par une loi le 30 novembre 1941.
La SNCF ferme, le 2 mars 1969, le trafic voyageurs entre les gares de Lannemezan et Arreau.
La ligne fut déclassée entre le PK 139,900 et 145,725 par décret du 9 décembre 1992.
En 2011 il ne reste qu'une petite portion entre Lannemezan et Labarthe-Avezac qui reste exploitable en trafic fret, la ligne étant neutralisée à partir du PK 125,205. Sur ces quelques kilomètres la vitesse est limitée à 30 km/h.

## Tracé

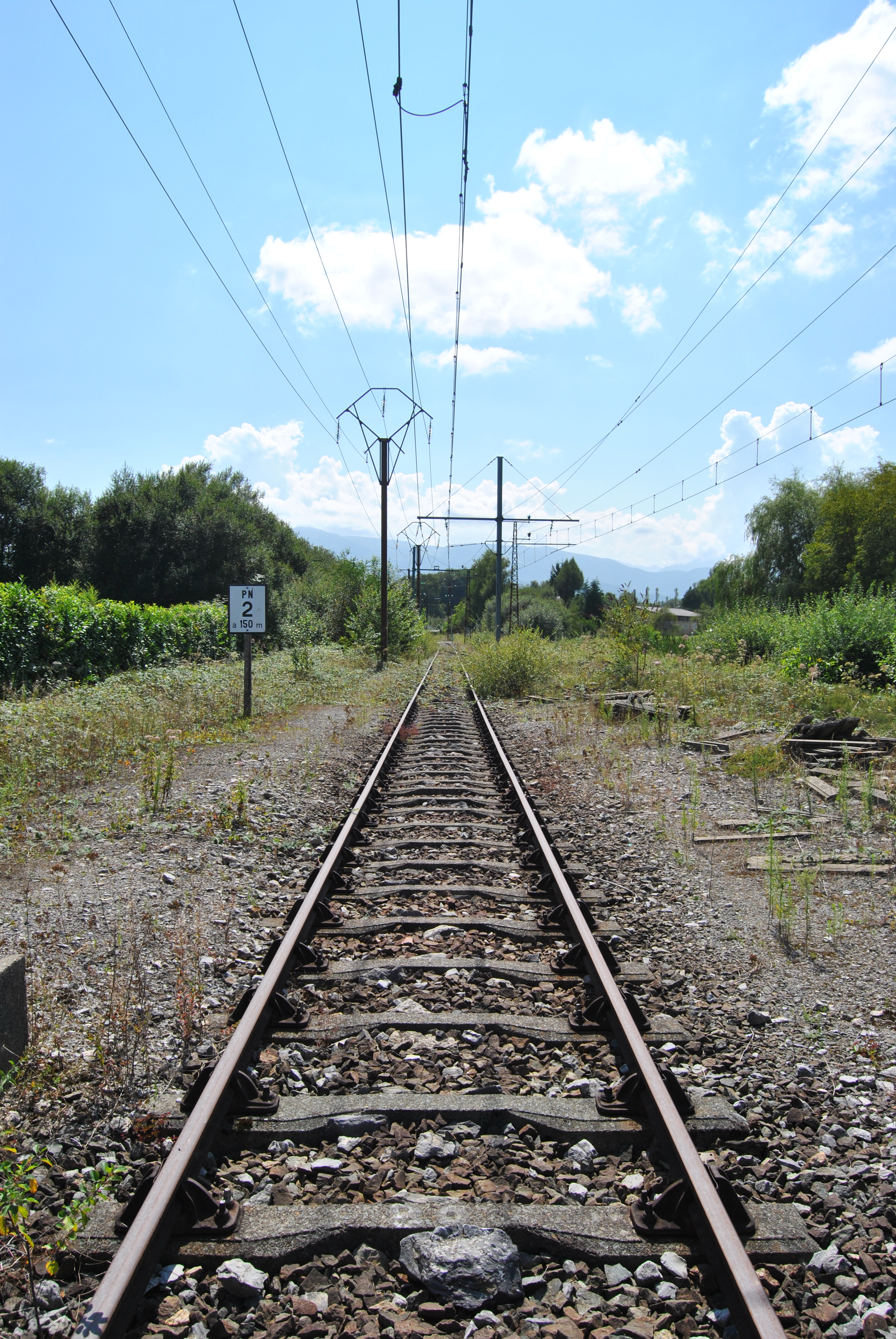
Vue de la voie en direction d'Arreau - Cadéac, depuis la gare de La Barthe - Avezac, avec au loin le dernier passage à niveau, avant le heurtoir, PK 125,205.

La ligne à voie unique démarre en gare de Lannemezan, après un court tronçon en parallèle avec la ligne de Toulouse à Bayonne, elle s'éloigne sur la gauche, franchit par un pont l'autoroute A64 et rejoint Labarthe - Avezac (gare fermée) après un embranchement particulier. Puis elle descend en suivant la rive gauche de la Neste, passe près de Lortet (halte fermée), puis poursuit sa descente en suivant la vallée d'Aure, passe à Hèches (gare fermée) et Rebouc (halte fermée), point bas de la ligne, avant de remonter et franchir la Neste avant de rejoindre Sarrancolin (gare fermée). En remontant par les gorges de l'Escalère, elle passe à Ilhet, puis franchit un premier tunnel à Beyrède-Jumet, passe à Camous et suit le cours de la Neste jusqu'à Arreau (gare fermée).

## Infrastructure
La ligne, à voie unique sur tout le parcours, était à l'origine électrifiée en 12 kV avant d'être ré-électrifiée en 1 500 V continu. Cette électrification en 1 500 V est assez particulière : deux lignes triphasées 63 kV côtoient la caténaire pour l'alimentation de la sous station de la centrale hydraulique de la SHEM. La voie est en grande partie équipée de traverses en béton de type "Orion" depuis 1931. Les gares principales sont celles de Sarrancolin, Hèches et Arreau - Cadéac.

## Galerie de photos

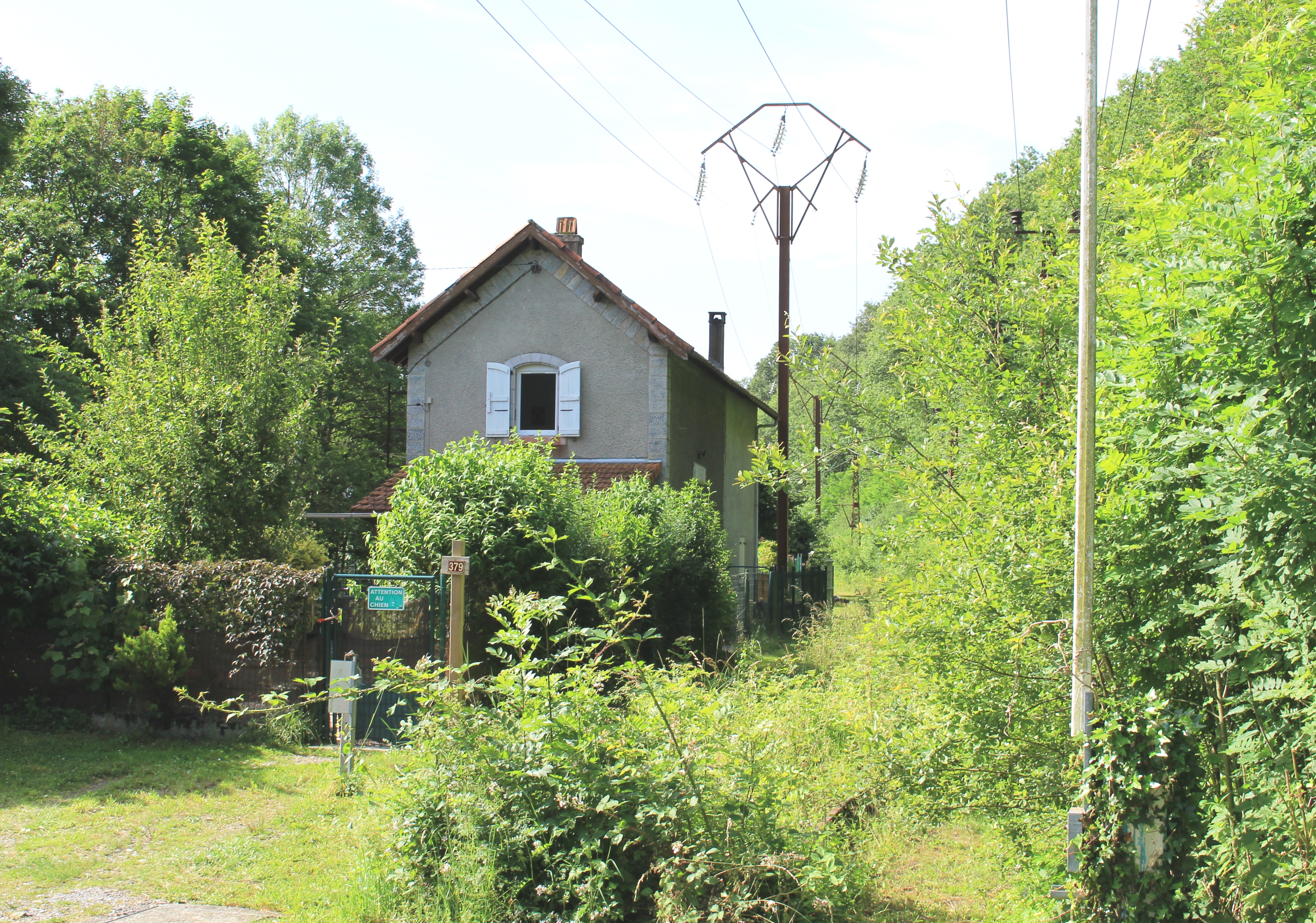
Passage à niveau n°04 à Lortet.
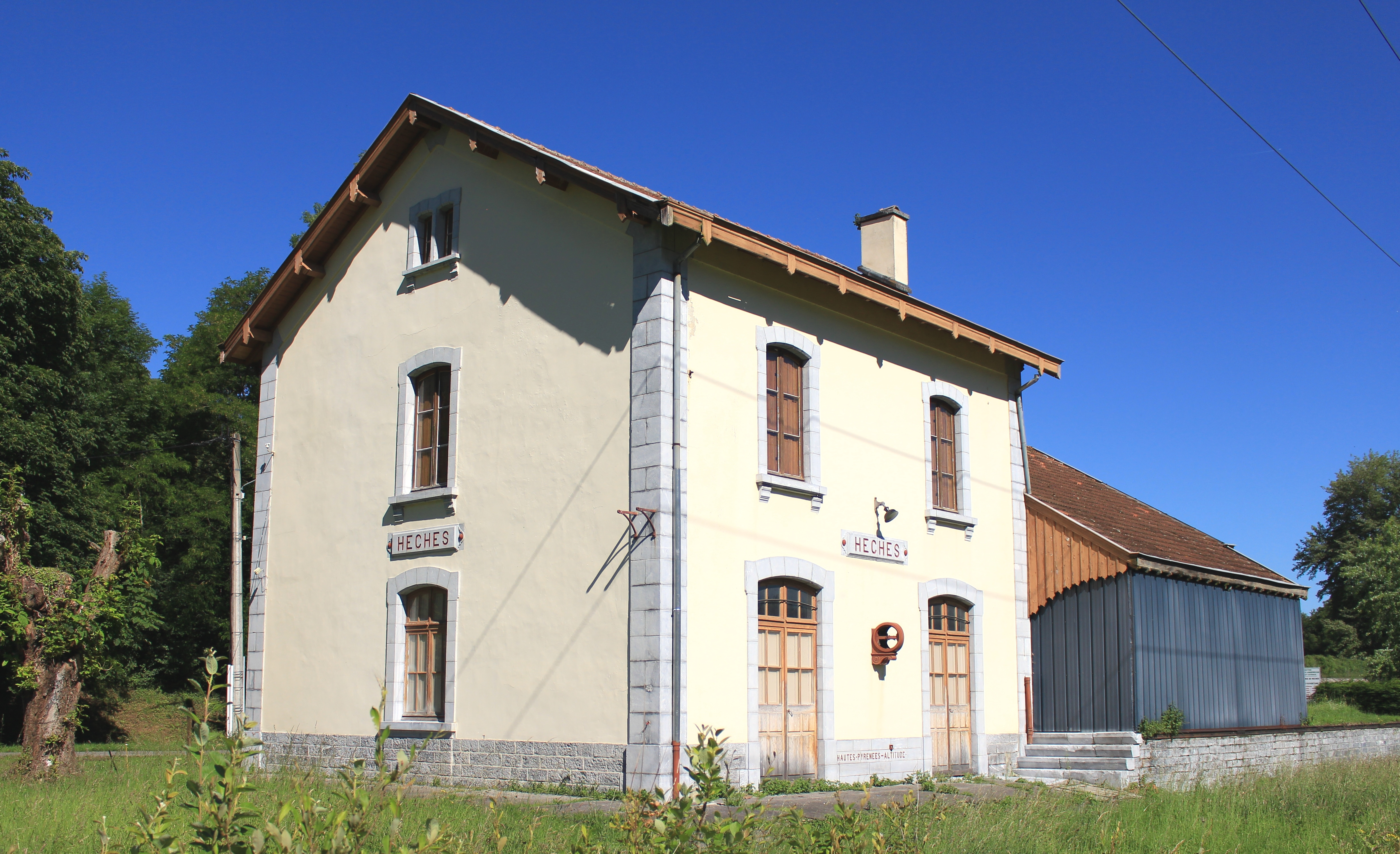
Bâtiment voyageurs de l'ancienne gare de Hèches.
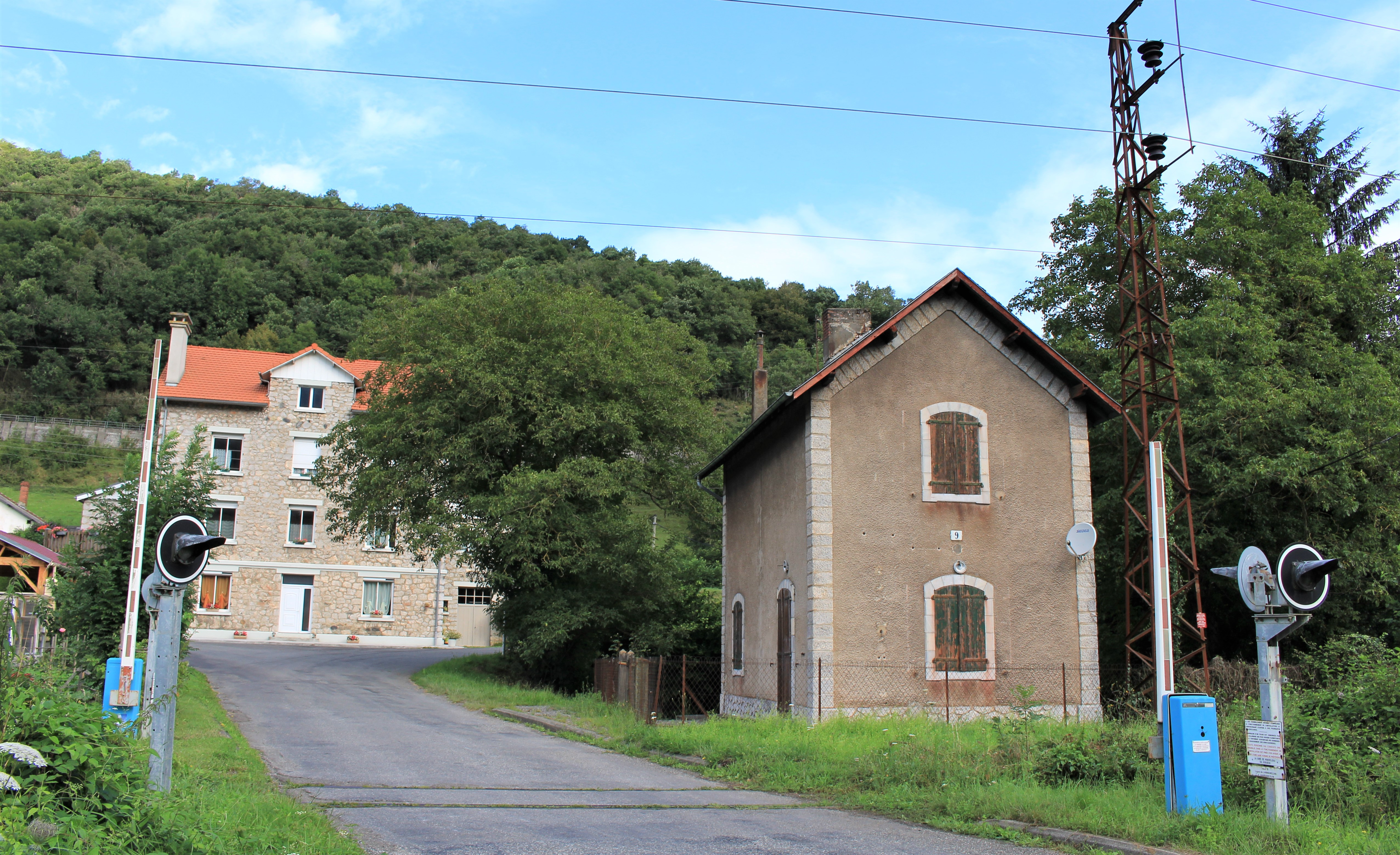
Passage à niveau n°09 à Hèches.
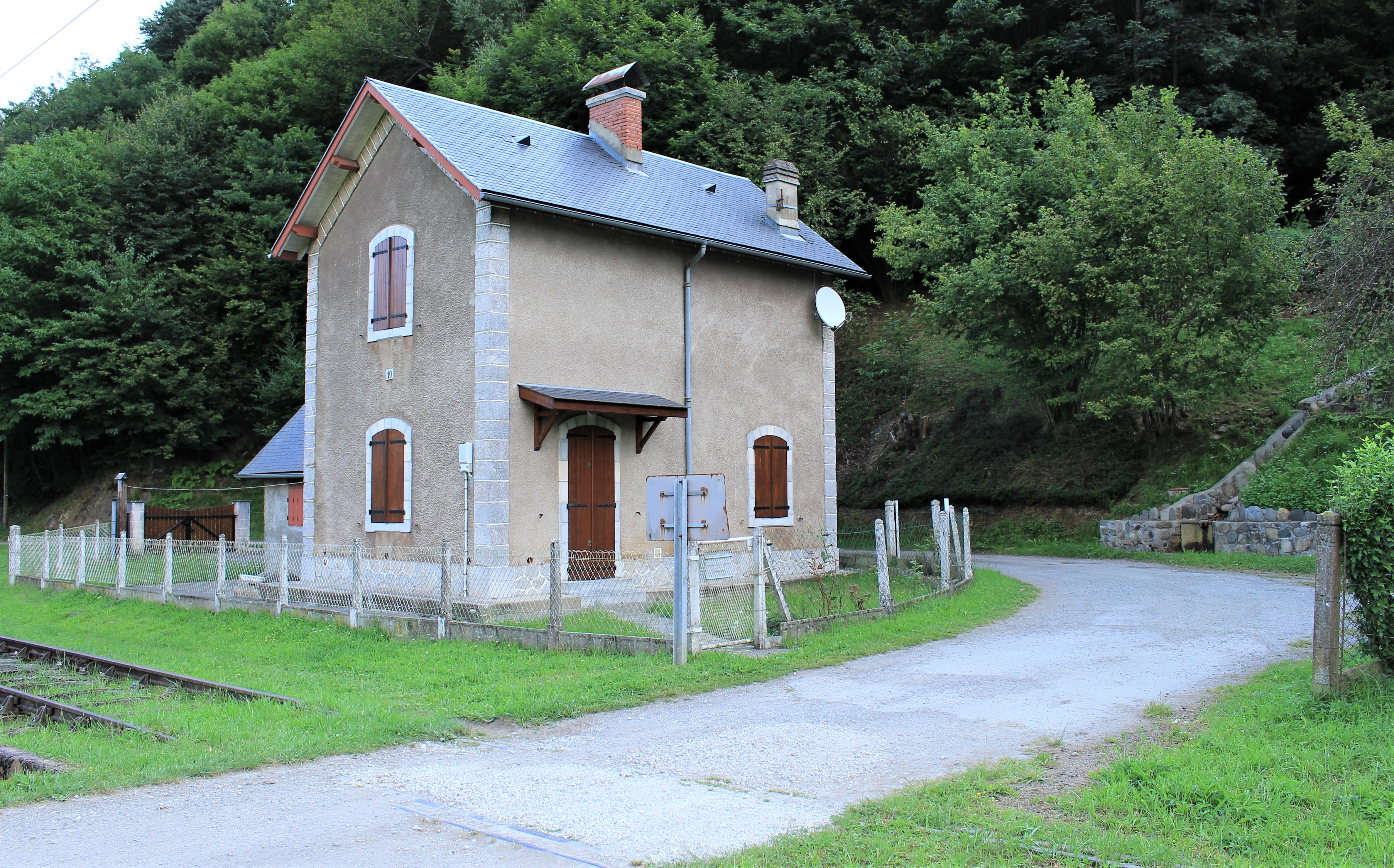
Passage à niveau n°10 à Hèches.
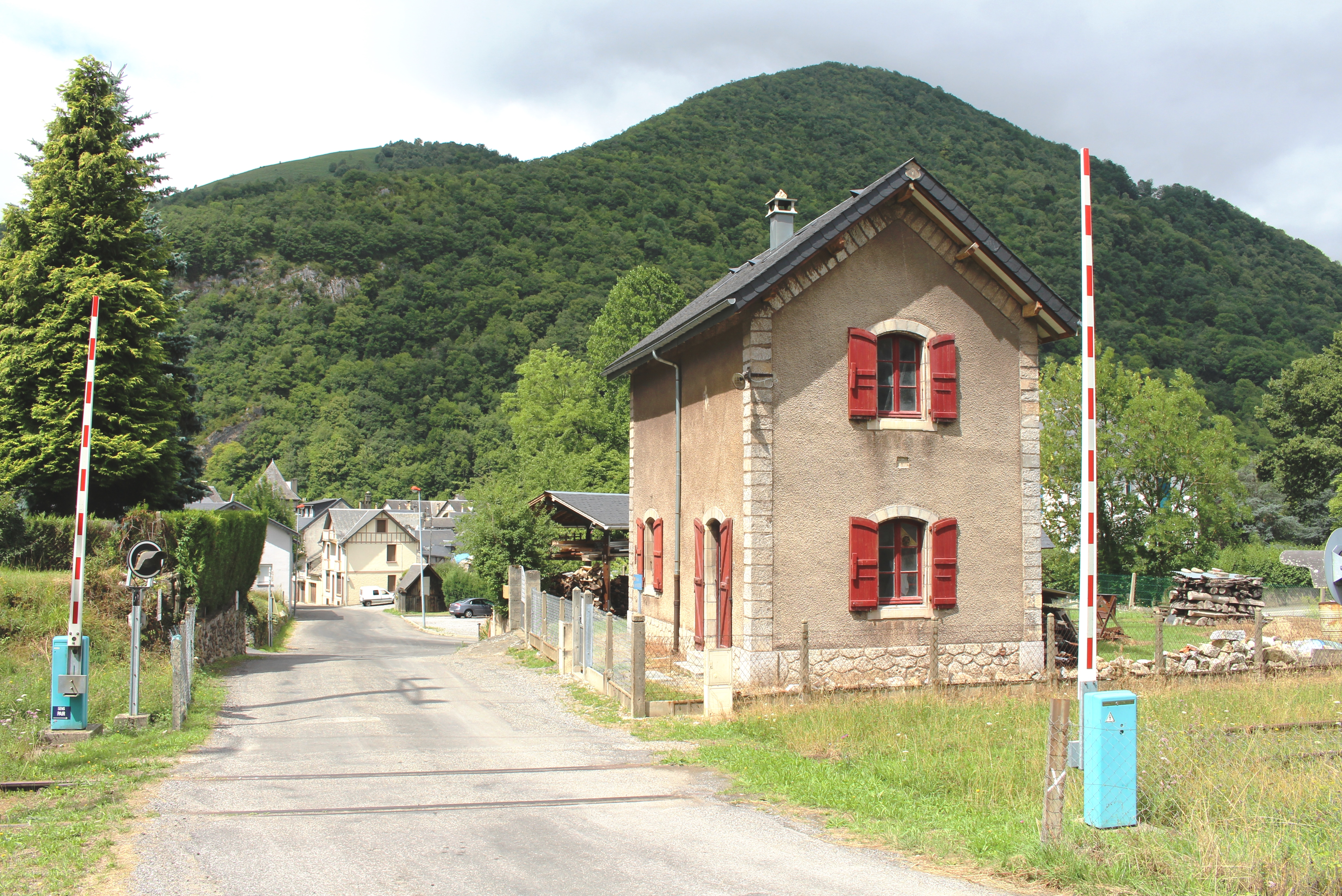
Passage à niveau n°11 à Hèches.
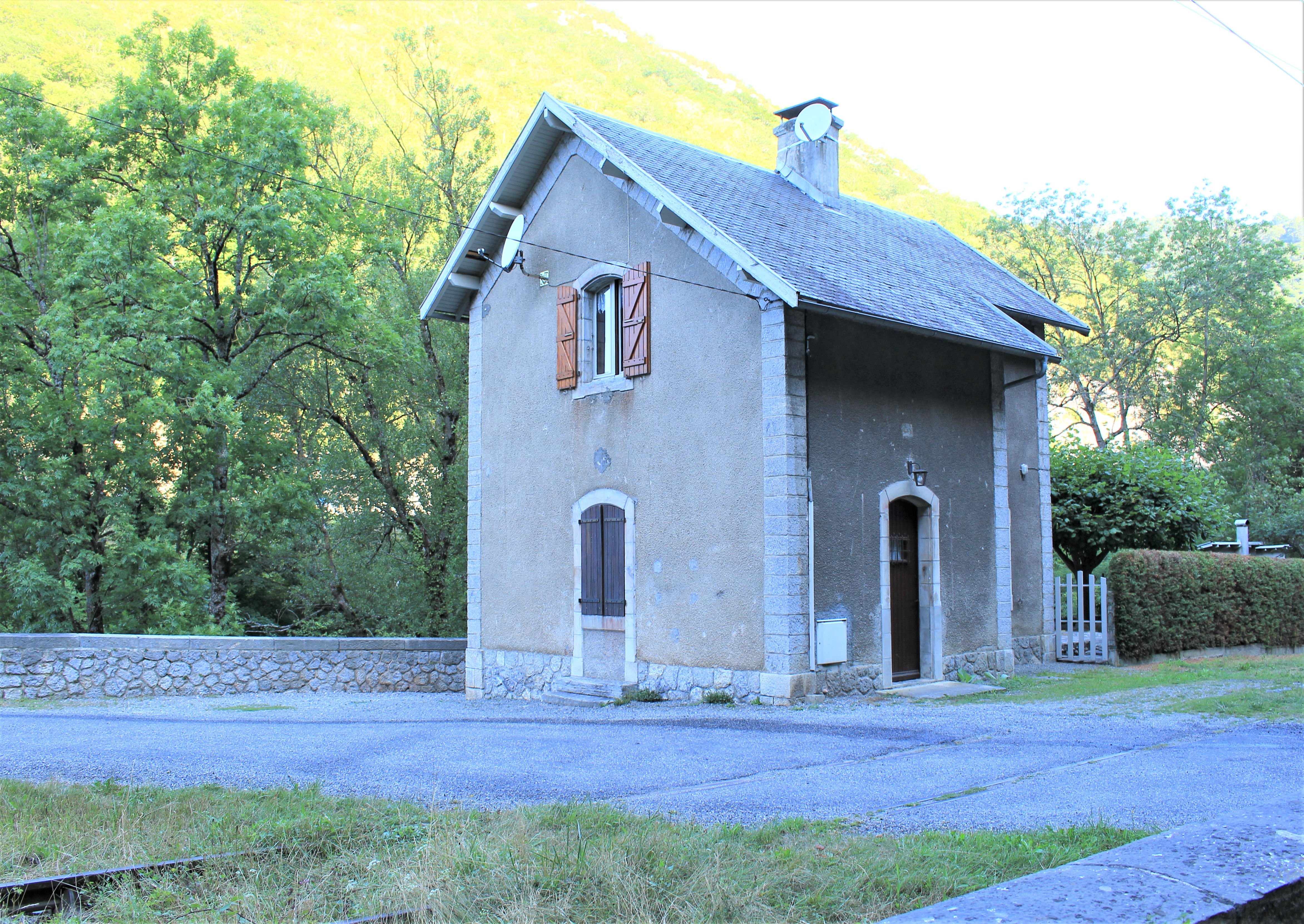
Passage à niveau à Fréchet-Aure.
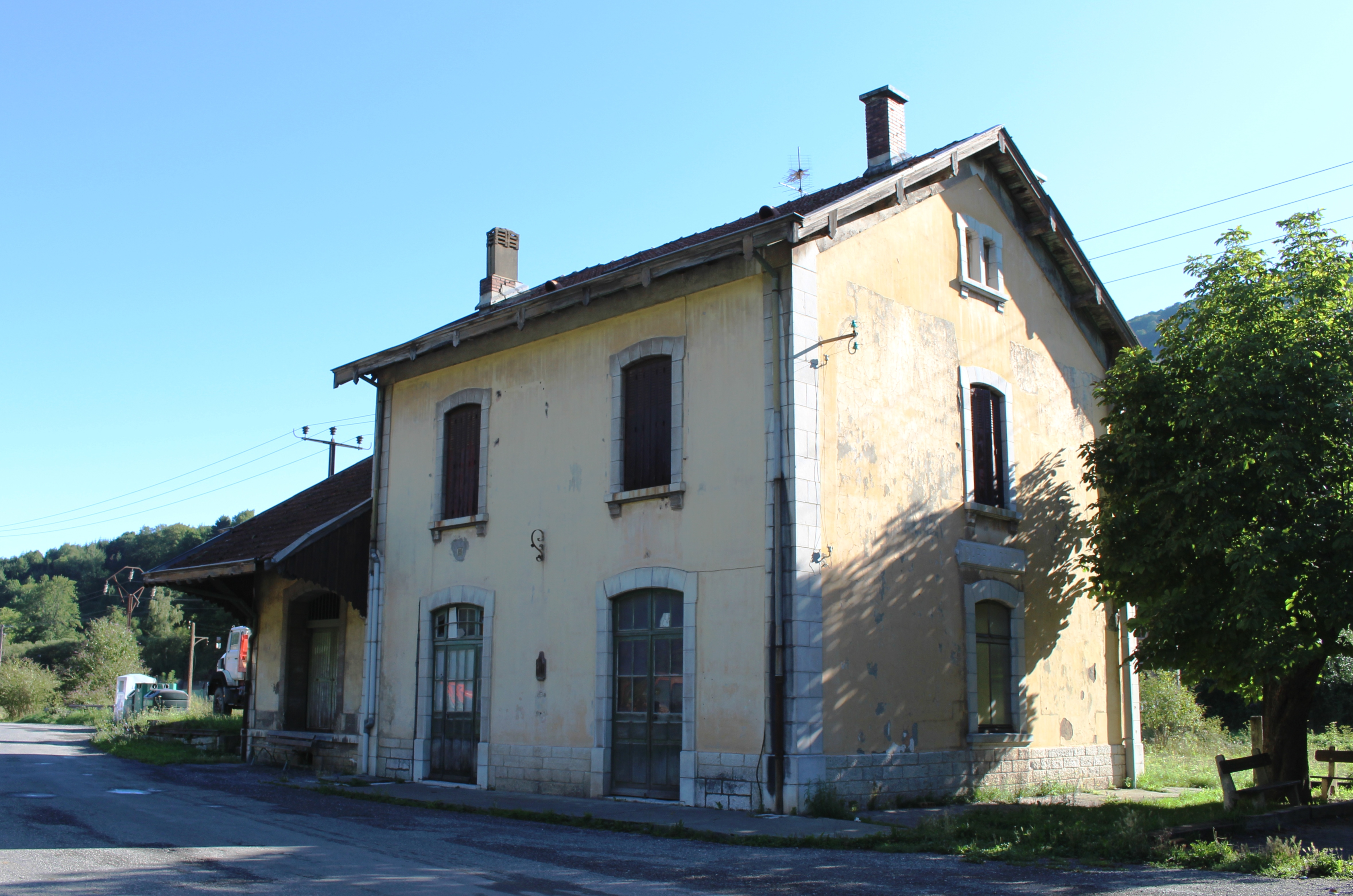
Bâtiment voyageurs de l'ancienne gare de Sarrancolin.
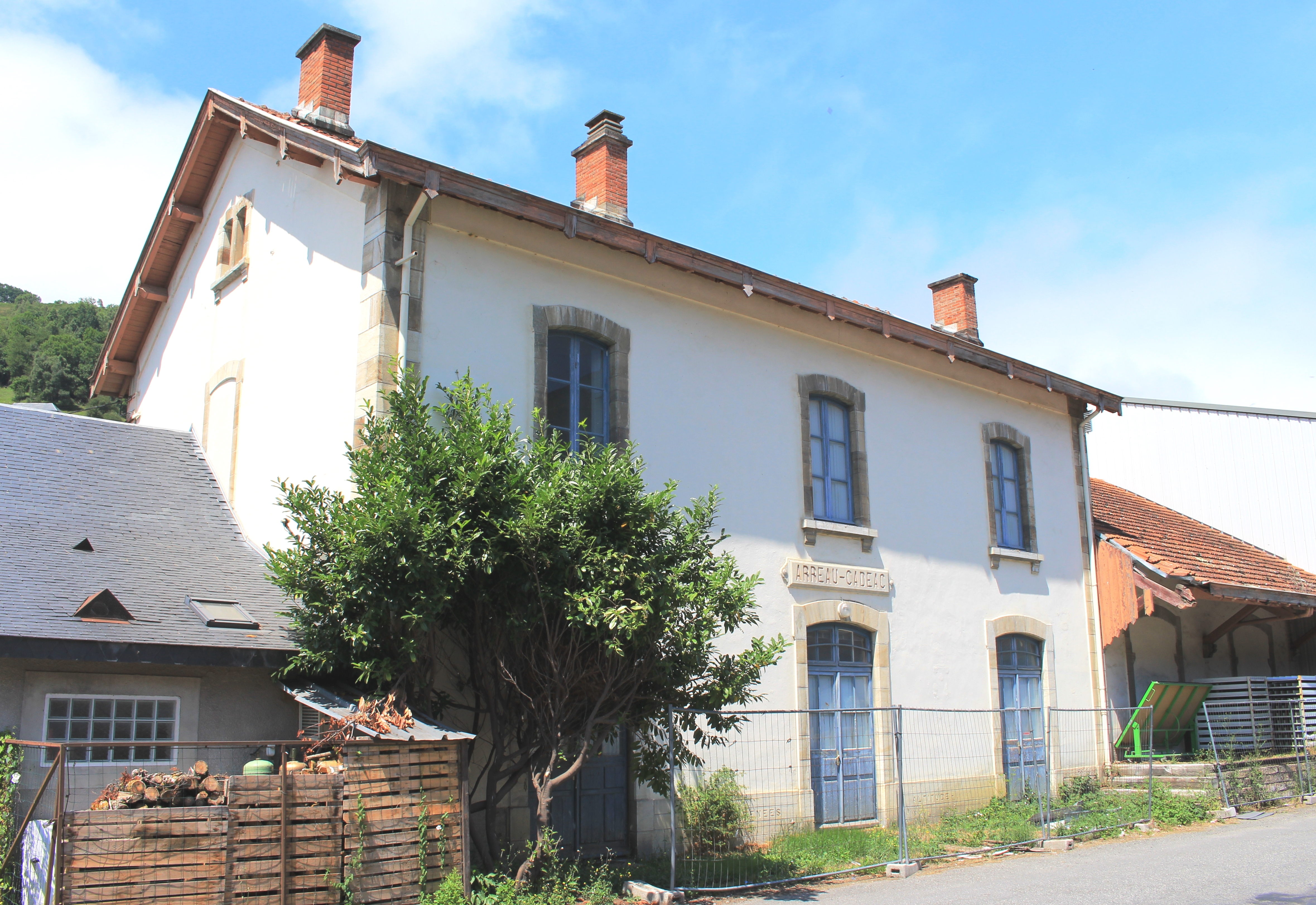
Bâtiment voyageurs de l'ancienne gare d'Arreau.